# Богородское (усадьба Гурьевых)
«Богородское» — утраченная подмосковная усадьба графа Дмитрия Гурьева (1751—1825), министра финансов Александра I. Находилась на реке Истьме в деревне Богородское Рузского городского округа Московской области.
Граф Дмитрий Гурьев, происходивший из мелкопоместного дворянства, был весьма озабочен утверждением своего положения в высшем обществе. С этой целью он решил обзавестись крупной «подмосковной» с 2-этажным каменным домом, двумя флигелями, причудливо оформленным конным двором и другими службами. Парадный двор в форме подковы был украшен мраморным фонтаном, парк на 30 десятинах — мраморной же колонной и статуями. Другим украшением служил рукотворный пруд с двумя островками.
Хозяин усадьбы, известный гурман, поддерживал тесные связи с родственниками жены из усадьбы Никольское-Гагарино. После него имение унаследовал сын Николай, по причине дипломатической службы живший в основном за границей. Сразу после крестьянской реформы не приносившая дохода усадьба была продана, после чего её разделили на части уездные помещики и мещане. 
Утрату дворца Гурьевых в Богородском принято списывать на разрушения военного времени. От усадебного ансамбля сохранились только удачных пропорций Покровская церковь (1807) и перестроенные под жильё флигели. Конный двор с двухъярусной проездной башней — памятник московского ампира — был разрушен уже в постсоветский период.
В 1899—1912 годах усадьбой владел  золотопромышленник В. Я. Бурдаков.

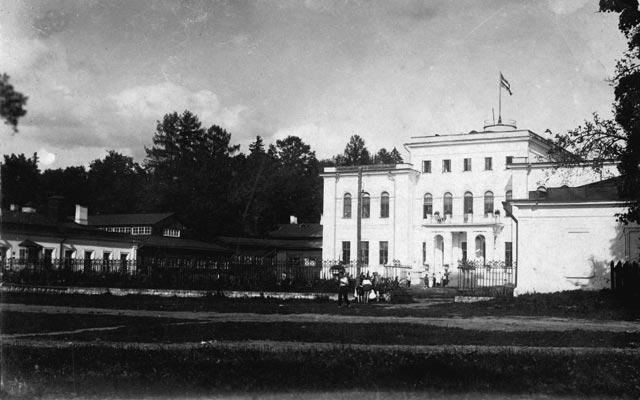
Дом графов Гурьевых (ок. 1915)
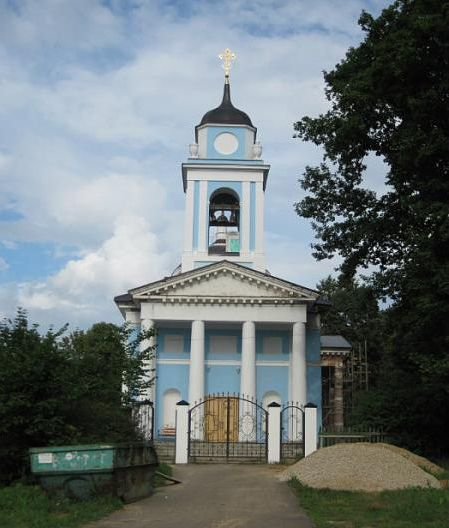
Покровская церковь в Богородском